# Басиев, Дзахот Бечирович
Дзахот Бечирович (Борисович) Басиев (1917, село Алагир, Северная Осетия — ноябрь 1942 года) — советский осетинский поэт.

## Биография
Родился в североосетинском Алагире в 1917 или 1918 году. После окончания школы учился на рабфаке Северо-Осетинского педагогического института, затем два года в учительском институте. Получил должность учителя в селе Дигора. Литературную деятельность начал в институте. Был корреспондентом районных и республиканских газет, публиковал стихи. Вместе с младшим братом выпустил сборник «Песня братьев». Основные направления лирики — революционная, посвящённая Октябрьской революции, советской власти и переменам в жизни простых людей; любовная.
В начале Великой Отечественной войны поэт был призван в Красную Армию. Последнее письмо пришло о него в конце сентября 1942 года. Пропал без вести, предположительно погиб в ноябре 1942 года.

## Сочинения

### Публикации
- «Æфсымæрты зарæг» («Песня братьев»). Æмдзæвгæтæ. Орджоникидзе, 1959.
- «Мы любим»

### Стихотворения
- «Октябрь»
- «Песня»
- «Осетия»
- «Здравствуй!»
- «К портрету Коста»
- «Мы видели еще однажды»
- «Чернобровая»
- «Желание»
- «Вспоминаю тебя»